# 시쿠 멩지스

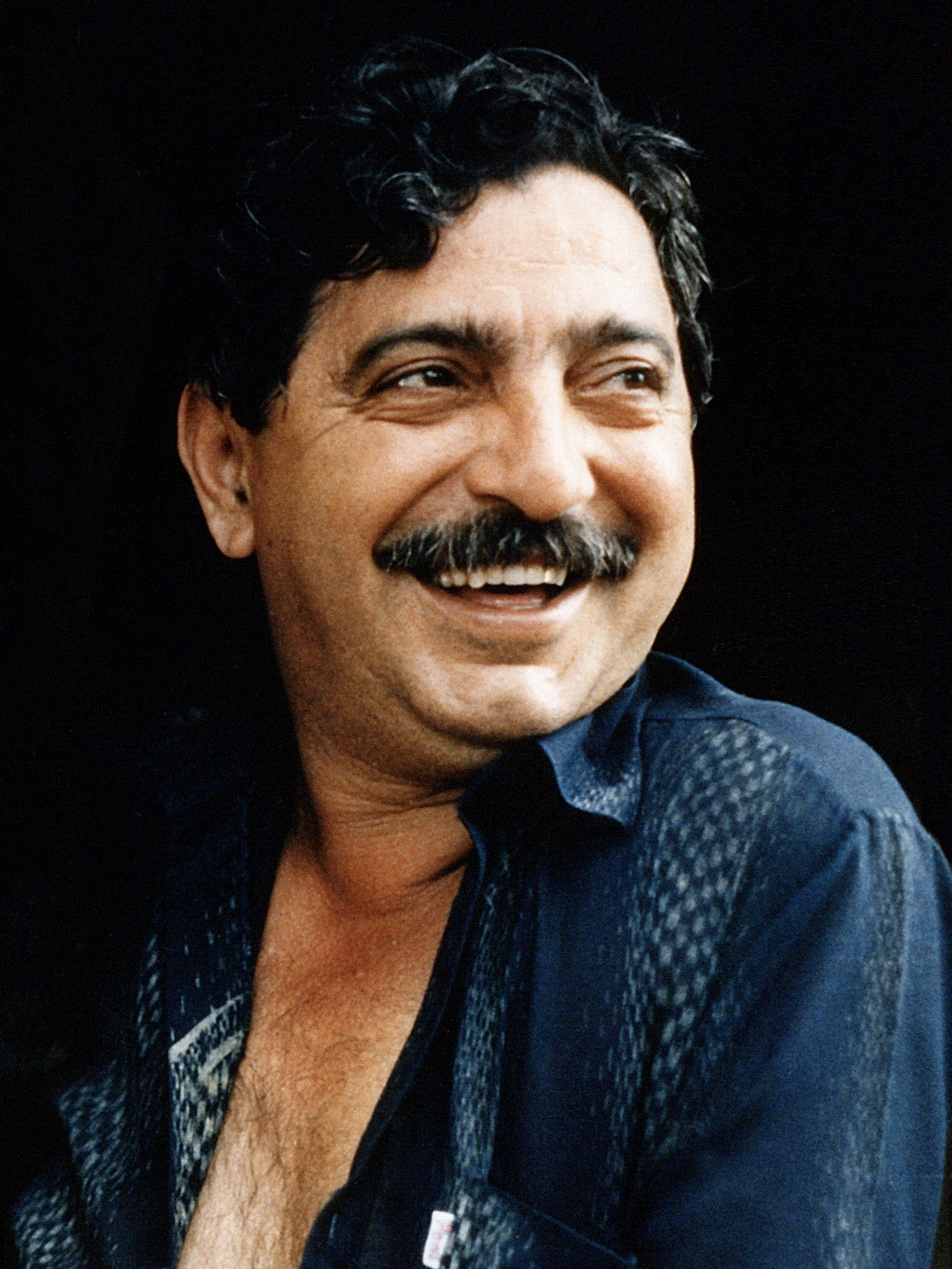

프랑시스쿠 아우비스 멩지스 필루(포르투갈어: Francisco Alves Mendes Filho [fɾɐ̃ˈsis.ku ˈaw.vis ˈmẽdʒis ˈfi.ʎu][*]), 통칭 시쿠 멩지스(포르투갈어: Chico Mendes [ˈʃiku ˈmẽdʒis][*]: 1944년 12월 15일 - 1988년 12월 22일)는 브라질의 세링게이루(고무채취꾼), 노동조합 지도자, 환경운동가다. 멩지스는 아마존 우림의 보존과 농민, 원주민의 인권을 위해 투쟁했다.
고무병사로 징집되어 아크리주에 정착한 아버지를 둔 가정에서 태어나, 2대째 고무채취꾼으로 일했다.
1988년 12월 22일 축산농장주에게 암살당했다. 브라질 환경부 산하의 시쿠 멩지스 생물다양성보전원이 그의 이름을 기려서 명명되었다.

## 같이 보기
- 도로시 스탕